# Ланге, Тор

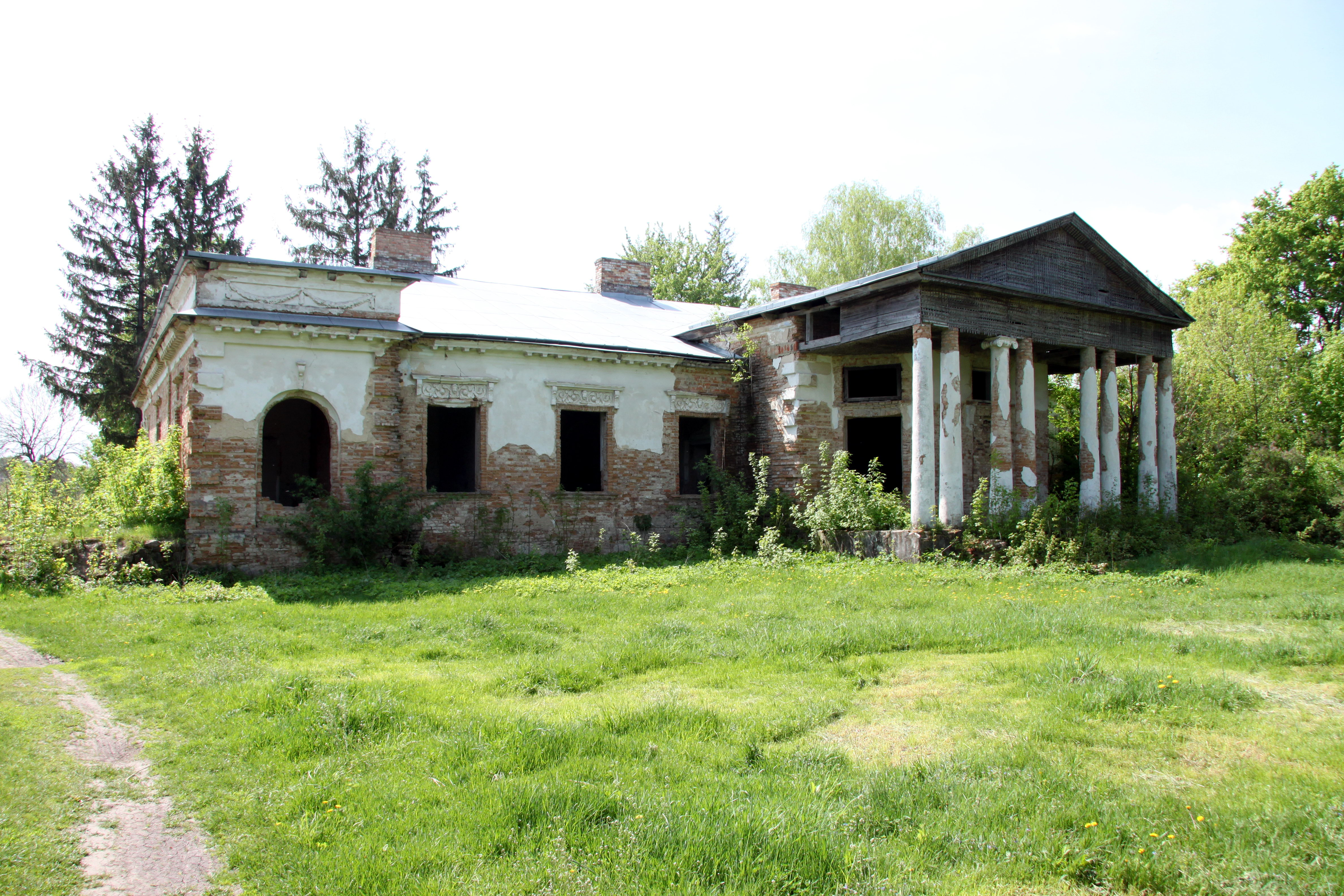
Усадебный дом Ланге в Нападовке

Тор Неве Ланге (дат. Thor Næve Lange; 1851—1915) — датский филолог-классик, поэт, переводчик, учёный-лингвист, педагог, журналист.

## Биография
Тор Неве Ланге родился 9 апреля 1851 года в датском городе Копенгагене, где получил прекрасное образование.
Начиная с 1875 года Ланге жил и работал в Российской империи.
Период с 1875 по 1877 годы практически полностью посвящает педагогической деятельности и преподаёт в России классические языки древности.
С 1887 по 1906 год трудится на дипломатическом поприще, где исполняет обязанности датского консула в городе Москве.
В 1894 году за монографию «Граф Алексей Толстой» Тору Ланге жалуется звание доктора филологических наук.
Последние годы жизни провел в имении своей русской супруги Протопоповой Натальи в селе Нападовка (Винницкая область, Украина).
Тор Нэве Ланге скоропостижно скончался 22 февраля 1915 года в имении своей жены. До самой смерти Ланге оставался датским подданным.

## Краткая библиография
- Сборники поэтических переводов со славянских языков «Из дальних стран» (1876) и «Далекие мелодии» (1902).
- Перевод на датский язык «Слово о Полку Игореве» (1888)
- Составление и перевод антологий русской прозы XIX века: «Весна» (1886) и «Зарница» (1896).
- Посмертно в Дании издаются сборники статей и эссе: «Издалека» (1917) и «Из многих мест» (1918).
- Десятки переводов на датский язык античных авторов: Теренций, Пиндар, Еврипид, Эсхил, Софокл и др.
- Десятки переводов на датский поэтов XIX века: Генриха Гейне, Генри Уодсворта Лонгфелло, Альфреда Теннисона, Поля Верлена и др.

## Награды
- 1899 год — Орден Святого Владимира и пожалован дворянский титул[источник не указан 1649 дней]